# Helix Studios
Helix Studios – amerykańska wytwórnia filmowa zajmująca się produkcją gejowskich filmów pornograficznych, założona w 2002 przez Keitha Millera w Forcie Lauderdale w stanie Nevada. Wytwórnia specjalizuje się w realizacji filmów głównie z udziałem twinków.
Wytwórnia w 2018 otrzymała nagrodę Grabby dla najlepszej strony firmy wideo (Best Video Company Site) oraz dwukrotnie otrzymała nagrodę Grabby za najlepszy film lub serial internetowy (Best Movie / Web Series): w 2019 za Vegas Nights i w 2021 za Return to Helix Academy. Za Return... dostała również Str8UpGayPorn Award 2022 za najlepszy serial lub film.
Swoją karierę w wytwórni Helix Studios rozpoczęli m.in. Blake Mitchell, Joey Mills, Dalton Briggs i Calvin Banks.